# Německá křesťansko sociální strana lidová
Německá křesťansko-sociální strana lidová (německy Deutsche Christlichsoziale Volkspartei, DCV) byla sudetoněmecká katolická strana existující v období první republiky v letech 1919–1938. Hlavní představitelé byli Robert Mayr-Harting, Karl Hilgenreiner, Friedrich Stolberg a Erwin Zajiček. Tiskový orgán byl Deutsche Presse.

## Vývoj strany
Strana byla ustavena 2. listopadu 1919 v Praze jako pokračovatelka rakouské Křesťanskosociální strany. Program strany vypracoval profesor teologie Karl Hilgenreiner (představitel nacionálního křídla) a profesor občanského práva Robert Mayr-Harting (představitel umírněného, aktivistického křídla). Podobně jako ostatní německé strany strana DCV požadovala národní rovnoprávnost a autonomii, prosazovala stavovské uspořádání státu a věnovala se také otázce konfesijních škol.
Vliv strany postupně rostl, částečně i na úkor německých negativistických stran. Ve straně se mezi prvními objevil názor nutné spolupráce s československým státem, kterou ale vedení strany podmiňovalo nejen již existující rovností všech občanů, ale také formálně zakotvenou rovnoprávností národnostních kolektivů.
Posléze, v polovině dvacátých let se vedení strany definitivně připojilo k aktivismu a vládní spolupráci. Strana byla jednou z aktivistických demokratických stran, vyslovila se pro demokratickou republiku a pro německé národnostní požadavky v Československu. Vycházela z programu rakouských křesťanských sociálů.
V letech 1926–1929 a 1936–1938 byla zastoupena v několika prvorepublikových vládách (Antonín Švehla III., František Udržal I. a Milan Hodža II. a III. V březnu 1938 se strana pod tlakem henleinovců rozpadla a ve své většině splynula s Sudetoněmeckou stranou.

## Volební výsledky

### Poslanecká sněmovna
| Volby | Hlasy   | Hlasy | Mandáty | Mandáty | Pozice | Postavení          |
| Volby | Abs.    | %     | Abs.    | ±       | Pozice | Postavení          |
| ----- | ------- | ----- | ------- | ------- | ------ | ------------------ |
| 1920  | 212,913 | 3.4   | 10/281  |         | 10.    | Opozice            |
| 1925  | 314,440 | 4.4   | 13/300  | ▲3      | ▲9.    | Vláda (od r. 1926) |
| 1929  | 348,066 | 4.7   | 14/300  | ▲1      | ▼10.   | Opozice            |
| 1935  | 162,781 | 2.0   | 6/300   | ▼8      | ▼13.   | Vláda (od r. 1936) |

### Senát
| Volby | Hlasy   | Hlasy | Mandáty | Mandáty | Pozice |
| Volby | Abs.    | %     | Abs.    | ±       | Pozice |
| ----- | ------- | ----- | ------- | ------- | ------ |
| 1920  | 141,495 | 2.7   | 4/150   |         | 10.    |
| 1925  | 289,055 | 4.7   | 7/150   | ▲3      | ▲9.    |
| 1929  | 313,544 | 4.9   | 8/150   | ▲1      | ▼10.   |
| 1935  | 155,234 | 2.1   | 3/150   | ▼5      | ▼12.   |